# Perfection (Album)
Perfection ist ein Jazzalbum von David Murray, Geri Allen und Terri Lyne Carrington. Die 2015 in den Avatar Studios, New York City, entstandenen Aufnahmen erschienen am 15. April 2016 auf Motéma Music. Das Album, eine Woche nach dem Tod von Ornette Coleman eingespielt, ist benannt nach einer Komposition von ihm, die auf dem Album enthalten und zuvor noch nie aufgenommenen wurde.

## Hintergrund
David Murray trat in einem speziell zusammengestellten Trio mit Geri Allen (Pinon) und Terri Lynn Carrington (Schlagzeug) am 9. Januar 2015 im Minetta Lane Theatre beim New Yorker Winter Jazzfest auf. Es war das erste Mal, dass die schon oft miteinander kooperierenden Allen und Carrington mit Murray spielen. Daran schlossen sich Studioaufnahmen des Trios Murray/Allen/Carrington mit den Gästen Charnett Moffett (Kontrabass) und Craig Harris (Posaune). Die Albumversion enthält auch eine Trompeteneinlage mit Wallace Roney, Jr.

## Titelliste

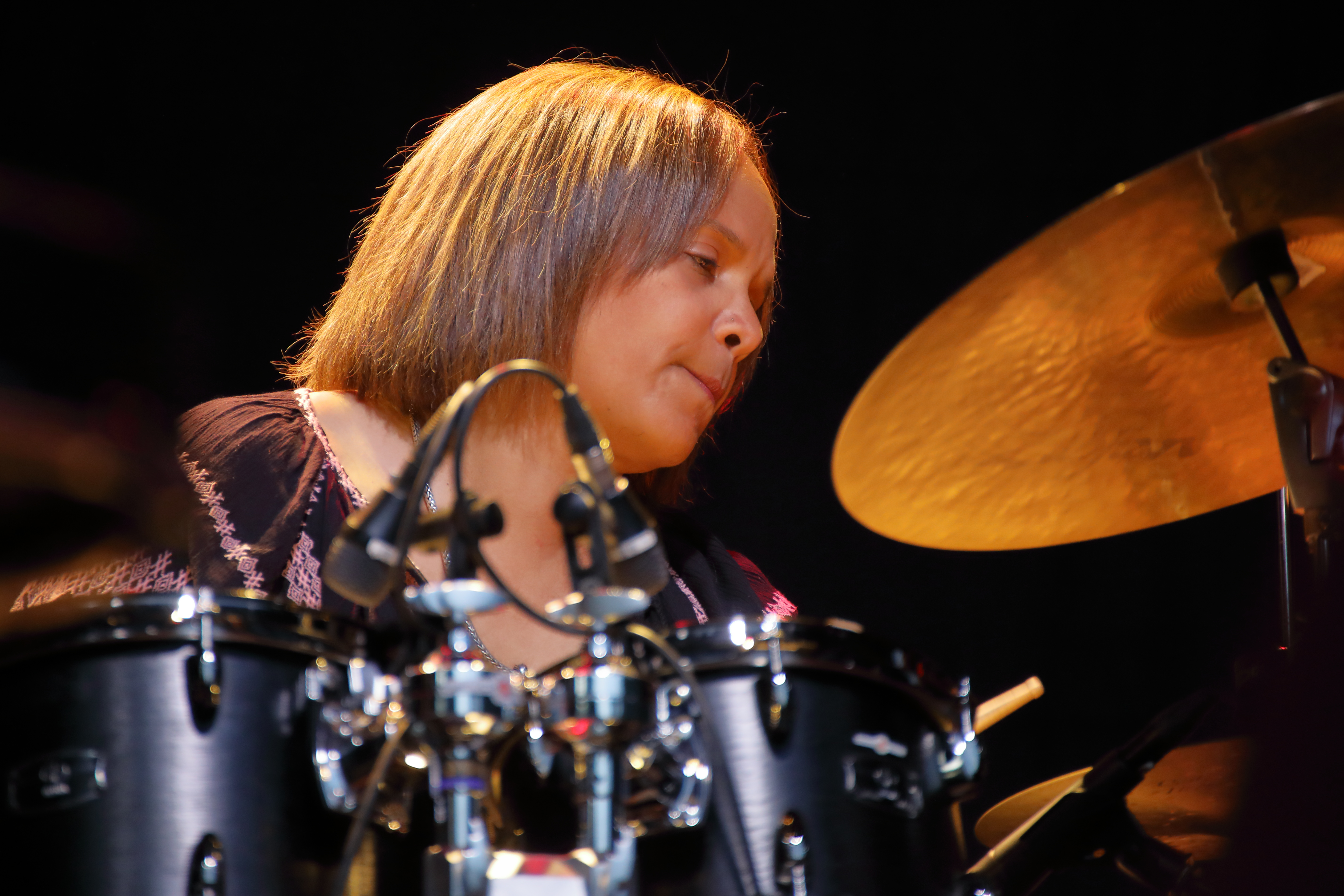
Terri Lyne CarringtonFrauenprojekt Sing The Truth von Angelique Kidjo, Cécile McLorin Salvant und Lizz Wright auf dem Rudolstadt-Festival 2019

- Murray, Allen & Carrington Power Trio: Perfection (Motéma 234221)[2]
  1. Mirror of Youth (David Murray) 5:52
  2. Barbara Allen (Traditional, Arrangement Geri Allen) 5:59
  3. Geri-Rigged (Terri Lyne Carrington) 6:11
  4. The David, Geri & Terri Show (David Murray) 8:16
  5. The Nurturer (Geri Allen) 4:43
  6. Perfection (Ornette Coleman, Arrangement David Murray) 6:06
  7. D Special (Interlude) (Terri Lyne Carrington) 2:55
  8. Samsara (For Wayne) (Terri Lyne Carrington) 5:44
  9. For Fr. Peter O’Brien (Geri Allen) 5:35
  10. Cycles and Seasons (David Murray) 6:21

## Rezeption
Michael J. West wertete in JazzTimes, so großartig der Saxophonist David Murray, die Pianistin Geri Allen und die Schlagzeugerin Terri Lyne Carrington auch sind, es ist wirklich schwierig, sich daran zu erinnern, wann einer von ihnen das letzte Mal so gut geklungen hat wie alle zusammen auf Perfection. Die Mitglieder des Jazz-Power-Trios teilen eine Chemie, die ihrer Musik bemerkenswerte Stärke verleihe. Murrays Rauheit des Tons und die Veränderung von Lyrik zum Krampf blieben erhalten, würden aber mit Allens warmen surrealistischen Phantasien und Carringtons unruhiger Neuinterpretation des Beats verschmelzen. Nur auf Ornette Colemans Perfection würden ihre Stile neu konfiguriert, um mit dem Posaunisten Craig Harris, dem Bassisten Charnett Moffett und dem Trompeter Wallace Roney in Colemans Vorstellung von freier Form zu improvisieren.
Michael J. West ging in einem späteren Beitrag für JazzTimes besonders auf Terri Lyne Carringtons Komposition Geri-Rigged ein: Sein Titel ist passend, weil er alle Stärken von Allen ausspiele. Es gebe ein verführerisches Ostinato, stark überlappende Rhythmen aus der afrikanischen Diaspora, eine reichhaltige Ader von Blues und Soul, unkonventionelles Denken und viel Raum, um Raum zu schaffen. Das seien auch die Stärken David Murrays, und er mache den ersten Sprung und entfalte sich mit großer Fantasie. Allen als sie in das Stück sie eintritt, ziehe unzählige Inspirationen aus dem schlichten Zwei-Noten-Vamp, der die Melodie verankerte: Erweiterungen des Rhythmus, Neuerfindungen der Harmonie, melodische Entwicklungen, die der Vamp selbst kaum angedeutet habe. Dieser Einfallsreichtum verstärke nur die Tragödie ihres Verlustes.
Olaf Maikopf schrieb in Jazz thing, das Trio zeige eine härtere Gangart, spiele kompromisslosen Jazz im Spektrum von Hardbop, Bebop und Free Jazz. Die Chemie untereinander stimme, das belegten sie in den zehn musikalischen Konversationen „mit farbenprächtigen Improvisationen, die ihr Jazz-Triumvirat traditionsbewusst melodienfreudig wie energievoll freiheitsliebend klingen lässt.“

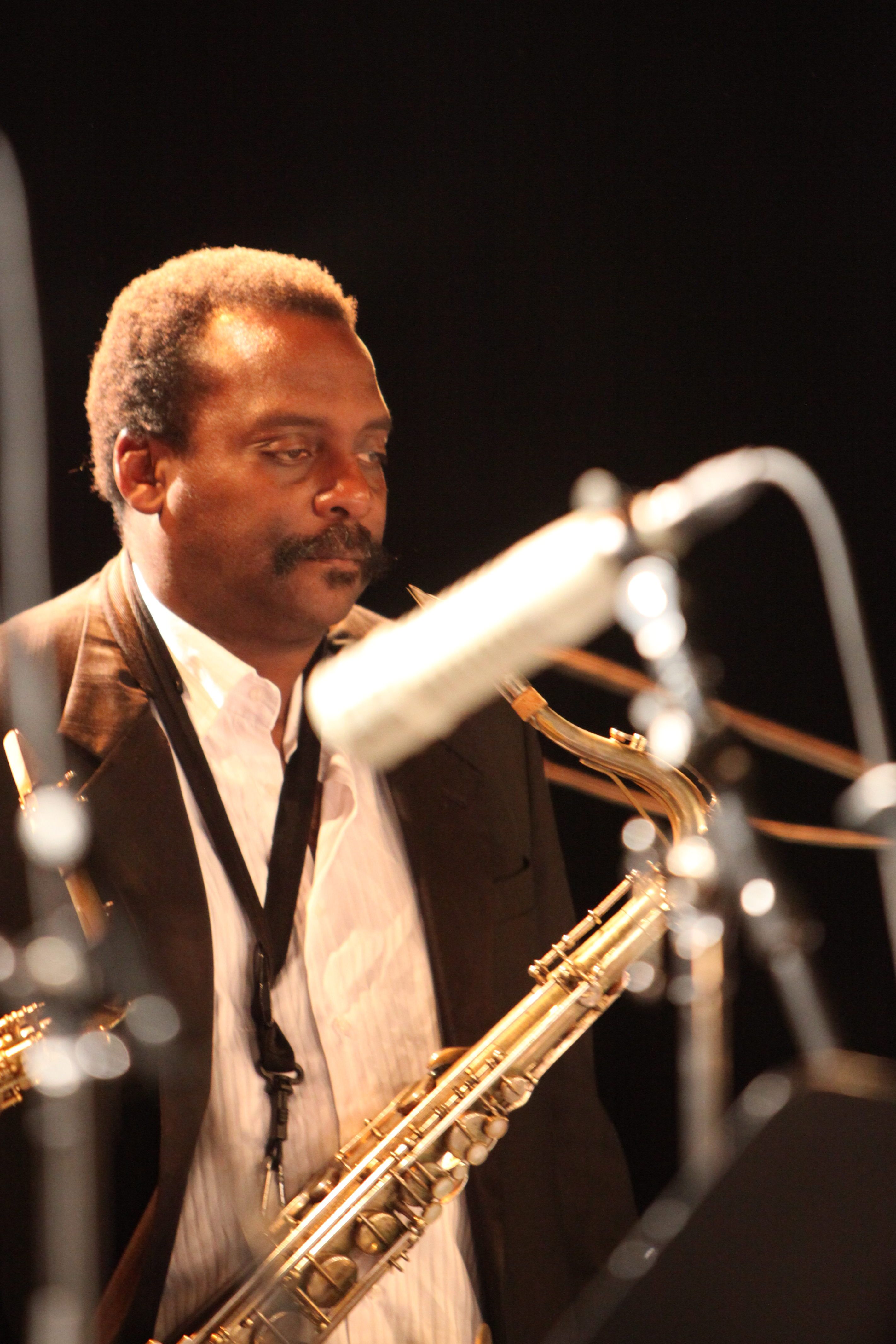

Fred Kaplan (Stereophile) meinte, einer der Höhepunkte des Albums sei neben der Titelmelodie Barbara Allen, ein wunderschönes traditionelles Volkslied, das Charlie Haden Allen beigebracht habe, als sie zusammen gespielt hatten. Beide Stücke besäßen tiefe Seelenfülle, üppigen Swing und einen rohen, fesselnden Blues. Das Album präsentiert David Murray in seiner besten Form; der fehlende Bass möge seltsam erscheinen und möglicherweise beispiellos für ein Murray-Trio, aber Allens linke Hand und Carringtons Fußpedal seien so geschickt und stark, dass man seine Abwesenheit kaum bemerke.
Kevin Whitehead sagte im National Public Radio, diese Instrumentierung sei zwar etwas seltsam, aber nichts Neues. Auch Louis Armstrong habe ein Horn-Klavier-Schlagzeug-Trio gehabt, als er ungefähr 14 Jahre alt war. Eine Band ohne Bass gebe dem Pianisten und Schlagzeuger mehr Raum zum Manövrieren und Eintauchen in die tiefen Frequenzen, und Geri Allen und Terri Carrington könnten so mehr Duette spielen. Ihr Zusammenspiel sei knackig und es sei eine Freude, nur die Schlagzeugspielzeit zu hören. Es sei eine großartige Kulisse für diese beiden Jazzfrauen. Bezeichnenderweise sei der schwächste Track der mit Gästen, wo sie in ein Sextett eingebettet sind. Die drei Musiker verlören dabei die Intimität und Klarheit. Die Abwesenheit des Basses könne eben der Musik zu mehr Lockerheit verhelfen und sei manchmal mehr.
John Fordham meinte im Guardian, Geri Allen und Terri Lyne Carrington würden einem faszinierenden Kontrast zu Murrays Abweichungen von Tonalität zu Dissonanz mit ihrer orthodoxeren Lyrik und Zeitspiel bilden – insbesondere im schroff romantischen Latin-Opener Mirror of Youth, in der schöne Gospelballade Barbara Allen oder der rauchige Wayne-Shorter-Widmung Samsara. Wiederum sei der Titeltrack in der Sextettbesetzung mit Moffett, Harris und Wallace Roney Jr. eine brodelnde Ornette Coleman-Widmung, in der Carrington und Moffett den luftgetragenen Groove einer klassischen Coleman-Rhythmusgruppe perfekt einfangen würden. An anderer Stelle gelinge Murrays Wildheit und die formelleren Methoden seiner Partner nicht immer ganz.